# Incydent w cieśninie Bali
Incydent w cieśninie Bali – spotkanie pomiędzy silną eskadrą fregat francuskiej Marine nationale a konwojem uzbrojonych statków handlowych (tzw. East Indiamanów) brytyjskiej Kompanii Wschodnioindyjskiej (dalej BEIC), do którego doszło 28 stycznia 1797 roku w cieśninie Bali. Incydent miał miejsce w związku z działaniami Kompanii w ramach ogólnoświatowych operacji I koalicji antyfrancuskiej, w czasie których podejmowano akcje zmierzające do wyeliminowania floty francuskiej z akwenów, które były wyjątkowo dochodowe dla Brytyjczyków, utrzymujących intratny handel pomiędzy Indiami Brytyjskimi i Chinami rządzonymi przez dynastię Qing. W roku 1796 na Ocean Indyjski przybyła eskadra francuskich okrętów pod dowództwem kontradmirała Pierre'a Césara Charles'a de Sercey. W lipcu rozpoczęła działania przeciwko żegludze brytyjskiej u wybrzeży Cejlonu, ale próba opanowania szlaków w cieśninie Malakka została uniemożliwiona 9 września przez dwa brytyjskie okręty liniowe w pobliżu Sumatry. Zmuszony do dokonania napraw, de Sercey skierował swą eskadrę do sojuszniczego portu w Batawii i pozostawał tam do stycznia 1797 roku.
W czasie, gdy okręty de Sercey opuszczały Batawię, do wyjścia w morze z portugalskiego portu Makau szykował się konwój East Indiamanów. Towary pod pokładami statków konwoju warte były miliony funtów; ich zagarnięcie mogło być poważnym ciosem dla gospodarki brytyjskiej. Dowódca brytyjski na Dalekim Wschodzie, admirał Peter Rainier, podzielił konwój i cztery statki wysłał pod silną eskortą przez cieśninę Malakka, zaś pozostałe sześć, bez eskorty, dłuższą, lecz bezpieczniejszą drogą przez cieśninę Bali. 28 stycznia, u wejścia do cieśniny u brzegów Jawy, konwój został wykryty przez eskadrę de Sercey.
Dowódca konwoju, Charles Lennox, zdawał sobie sprawę z tego, że jeśli pozwoli statkom uciekać, zostaną bardzo szybko dopadnięte. Postanowił więc spróbować podstępu i przekonać de Sercey, że ma przed sobą nie słabo uzbrojone East Indiamany, a okręty liniowe, do których były nieco podobne. Kazał swym kapitanom płynąć wprost ku Francuzom, którzy – myśląc, że mają przed sobą potężnego przeciwnika – zawrócili i uciekli. De Sercey zastanawiał się przez chwilę dlaczego brytyjskie „okręty” nie zaatakowały chwilowo unieruchomionej fregaty „Forte”, ale w końcu wycofał się i pożeglował do swej bazy na Île de France, gdzie dopiero dowiedział się o swej pomyłce. Brytyjski konwój dopłynął na miejsce przeznaczenia ze stratą tylko jednego statku, który zatonął w sztormie dzień po spotkaniu z Francuzami.

## Tło zdarzenia
Wymiana handlowa z Dalekim Wschodem była w końcu XVIII wieku ważnym komponentem gospodarki Zjednoczonego Królestwa. Monopolistą w tym handlu była Kompania Wschodnioindyjska, która miała w tym regionie liczne porty, takie jak Bombaj, Madras i Kalkuta w Indiach Brytyjskich. Towary były przewożone głównie przez duże statki handlowe, zwane East Indiamanami, które miały od 500 do 1200 ton wyporności, a ponadto były dobrze uzbrojone (do 36 dział). Ze względu na rozmiary i uzbrojenie mogły być omyłkowo brane za okręty liniowe, standardowe duże okręty wojenne tamtych czasów, które to wrażenie potęgował „wojenny” sposób malowania burt i dodatkowe, fałszywe działa. Mimo wyglądu nie były jednak w stanie walczyć z nieprzyjacielskimi okrętami liniowymi, czy fregatami, bowiem ich działa były niższej jakości, a załogi mniej liczne i słabiej wyszkolone od załóg okrętów wojennych. Ważnym wydarzeniem w handlu dalekowschodnim był doroczny rejs East Indiamanów. Na początku roku znaczny ich konwój, zwany Flotą Chińską opuszczał Makau i żeglował przez Ocean Indyjski i Atlantyk do Anglii. Wartość towarów przewożonych takim konwojem była ogromna: w roku 1804 konwój przywiózł na Wyspy Brytyjskie towary wycenione na ponad 8 milionów funtów (odpowiednik 600 milionów GBP w roku 2015).
Rok 1797 był czwartym rokiem wojny z rewolucyjną Republiką Francuską. Walki toczyły się głównie na kontynencie europejskim; Indie Brytyjskie i Daleki Wschód znajdowały się pod kontrolą sił brytyjskich. Francuskie możliwości działania na tym obszarze były ograniczone i sprowadzały się do sporadycznych akcji przeciw żegludze przeciwnika; w rzeczywistości niewielka eskadra francuskich okrętów była niemal stale blokowana w swej bazie na wyspie Île de France. Royal Navy, dowodzona na tych wodach przez admirała Petera Rainiera, zajmowała się ochroną własnych linii żeglugowych i zajmowaniem kolonii sprzymierzonej z Francją Republiki Batawskiej, zagarniając w latach 1795–1796 Cejlon,  Kraj Przylądkowy i część holenderskich Indii Wschodnich. Rainier był zaangażowany w tłumienie lokalnych powstań na Półwyspie Malajskim i nie miał dość sił dla osłony interesów brytyjskich na Oceanie Indyjskim.
W odpowiedzi na wzmożoną aktywność Brytyjczyków w basenie Oceanu Indyjskiego i opór mieszkańców Île de France wobec nakazu zniesienia niewolnictwa wydanego przez Zgromadzenie Narodowe, Francuzi skierowali tam na początku 1796 roku eskadrę fregat. Siły te, dowodzone przez de Sercey, składały się początkowo z trzech fregat, ale wkrótce dołączyły kolejne trzy, tworząc razem silny zespół uderzeniowy. Po uzupełnieniu w lipcu zapasów na Île de France, fregaty de Sercey zaczęły patrolować wybrzeża Cejlonu, zniechęcone do zaatakowania nie bronionych portów brytyjskich w Indiach mylną informacją, że okręty wojenne przeciwnika kotwiczą na redzie Kalkuty. Następnie de Sercey skierował swe okręty na wschód, chcąc uderzyć na port w George Town na wyspie Penang, ale 9 września uniemożliwiło mu to nierozstrzygnięte starcie z eskadrą brytyjską na północny zachód od Sumatry. Francuzi spędzili kilka miesięcy w zacisznej przystani w Batawii.

## Incydent
O obecności eskadry de Sercey dowiedział się przedstawiciel Kompanii Wschodnioindyjskiej w Kantonie i zażądał interwencji Rainiera. Admirał pożeglował do Makau na pokładzie swego flagowego, 74-działowego okrętu liniowego HMS „Suffolk”, któremu towarzyszył slup HMS „Swift”, a 30 grudnia spotkał tam cztery East Indiamany i dwa mniejsze statki używane do prowadzenia handlu w regionie. Rainier postanowił ruszać natychmiast, nie czekając na pozostałe statki konwoju. W styczniu poprowadził tę małą flotyllę przez cieśninę Malakka, docierając najpierw do wyspy Penang, a 13 lutego 1797 roku do Madrasu. Malakka była uważana za miejsce najbardziej prawdopodobnej zasadzki francuskich fregat, więc komodor reszty konwoju chińskiego, kapitan Charles Lennox, otrzymał polecenie, by kierować się na ocean przez cieśniny Sape, Alas lub Bali, które uznano za bezpieczniejsze od Malakki.
Rainier nie napotkał eskadry de Sercey, który poznał plany brytyjskie i odpowiednio zmienił własne. Eskadra wyszła 4 stycznia z Batawii i krążyła po Morzu Jawajskim w poszukiwaniu konwoju chińskiego, przy czym de Sercey cały czas miał na uwadze, że być może Rainier poszukuje z kolei jego. 28 stycznia, gdy okręty pokonywały przy złej pogodzie cieśninę Bali, dostrzeżono w oddali żagle. De Sercey natychmiast kazał dowódcy fregaty „Cybèle”, komandorowi Pierre'owi Julien Tréhouartowi, przeprowadzenie rozpoznania zbliżających się jednostek. Lennox prowadził swój konwój wprost na francuską eskadrę, której sześć fregat było znacznie silniejszych od jego sześciu East Indiamanów. Brytyjski komodor wiedział, że nie będzie w stanie ani uciec, ani wygrać pojedynku ogniowego z takim przeciwnikiem, postanowił więc zastosować blef i przekonać Francuzów, że jego konwój statków handlowych to w rzeczywistości eskadra okrętów liniowych. Gdy zobaczył zbliżającą się „Cybèle” pchnął dwa statki na spotkanie z fregatą, wierząc, że przy słabej widoczności Tréhouart weźmie East Indiamany za atakujące okręty wojenne.
By jeszcze bardziej uprawdopodobnić swą grę Lennox podniósł na flagowym statku „Woodford” banderę wojenną i polecił zrobić to samo kapitanom pozostałych jednostek. Oszustwo było tak przekonywające, że Tréhouart – będąc już blisko brytyjskiego konwoju – zawrócił, przesyłając kodem flagowym Serceyowi, że „L'ennemi est supérieur aux forces Français” (nieprzyjaciel ma przewagę nad siłami francuskimi), a przepływając blisko flagowej fregaty „Forte” dodał przez tubę, że brytyjska eskadra składa się z dwóch okrętów liniowych i czterech fregat, w związku z czym de Sercey nakazał odwrót. Przy zwrocie „Forte” straciła główny maszt i została na chwilę unieruchomiona, przy czym de Sercey odnotował ze zdziwieniem, że Brytyjczycy nie ścigają słabszego przeciwnika, ale oświadczenie Tréhouarta przekonało go, że nieprzyjaciel ma przewagę i nie wstrzymał odwrotu.

### Ordre de bataille
| Woodford                                 | BEIC | komodor Charles Lennox | Jednostka flagowa konwoju             |
| Alfred                                   | BEIC | James Farquharson      |                                       |
| Ocean                                    | BEIC | Andrew Patton          | Zatonął w sztormie 1 lutego; 10 ofiar |
| Taunton Castle                           | BEIC | Edward Studd           | Uszkodzony przez sztorm 1 lutego      |
| Canton                                   | BEIC | Abel Vyvyan            |                                       |
| Boddam                                   | BEIC | George Palmer          |                                       |
| Źródło: Biden, s. 210; James, t.2, s. 79 |      |                        |                                       |

| Vertu                      | 40 | Francja | komandor Jean-Matthieu-Adrien Lhermitte                                        |                                                              |
| Seine                      | 38 | Francja |                                                                                |                                                              |
| Forte                      | 44 | Francja | kontramirał Pierre César Charles de Sercey komandor Hubert Le Loup de Beaulieu | Okręt flagowy eskadry; stracił główny maszt w czasie odwrotu |
| Cybèle                     | 40 | Francja | komandor Pierre Julien Tréhouart                                               | Dokonał rozpoznania, źle zidentyfikował przeciwnika          |
| Régénérée                  | 40 | Francja | komandor Jean-Baptiste Philibert Willaumez                                     |                                                              |
| Prudente                   | 32 | Francja | komandor Charles René Magon de Médine                                          |                                                              |
| Źródło: James, t. 2, s. 79 |    |         |                                                                                |                                                              |

## Rezultaty
Lennox bezpiecznie wyprowadził swe statki na Ocean Indyjski. Jedynym wyjątkiem był East Indiaman „Ocean”, który dzień po incydencie wszedł w sztormie na rafy u wyspy Kalaotoa w łańcuchu Mniejszych Wysp Sundajskich i zatonął. Trzech ludzi zginęło podczas akcji ratunkowej, a dalszych siedmiu zabili 15 lutego krajowcy. Pozostali rozbitkowie opuścili trzy dni później wyspę na wynajętych proa i 28 lutego dotarli szczęśliwie na wyspę Ambon. W tym samym sztormie uszkodzeń doznał „Taunton Castle”, który celem dokonania napraw udał się na Ambon, skąd zabrał rozbitków z „Oceana”. Statek dotarł, w opłakanym stanie, do Yarmouth kilka miesięcy później. Dowódca odebrał od Kompanii Wschodnioindyjskiej podziękowania i 500 gwinei nagrody.
De Sercey przybył ze swymi fregatami do brzegów Île de France, gdzie dowiedział się jaką możliwość stracił w cieśninie Bali. Eskadra wymagała poważnych napraw, ale zrewoltowane władze kolonialne wyspy odmówiły pomocy, a nawet zaopatrzenia załóg w żywność. W rezultacie de Sercey został zmuszony rozwiązać eskadrę i wysłać cztery fregaty do Francji. Siedem lat później, w trakcie wojen napoleońskich znacznie większa Flota Chińska została zaatakowana w pobliżu atolu Pulau Aur (65 km na wschód od brzegów dzisiejszego stanu Johor w Malezji) przez inną silną eskadrę okrętów francuskich. I tu, jak w roku 1797, dowódcy brytyjskiego konwoju, Nathanielowi Dance'owi, udało się przekonać Francuzów, że wśród statków handlowych znajdują się okręty wojenne, więc ci, po krótkiej wymianie ognia, wycofali się.